# Полиці-Середні
Полиці-Середні (пол. Police Średnie) — село в Польщі, у гміні Костелець Кольського повіту Великопольського воєводства.
Населення — 215 осіб (2011).
У 1975-1998 роках село належало до Конінського воєводства.

## Демографія
Демографічна структура станом на 31 березня 2011 року:
|          | Загалом | Допрацездатний вік | Працездатний вік | Постпрацездатний вік |
| -------- | ------- | ------------------ | ---------------- | -------------------- |
| Чоловіки | 106     | 18                 | 78               | 10                   |
| Жінки    | 109     | 22                 | 59               | 28                   |
| Разом    | 215     | 40                 | 137              | 38                   |